# Домен (Изер)
Домен (фр. Domène) — коммуна во Франции, находится в регионе Рона — Альпы. Департамент коммуны — Изер. Входит в состав кантона Мелан. Округ коммуны — Гренобль.
Код INSEE коммуны — 38150. Население коммуны на 2012 год составляло 6588 человек. Населённый пункт находится на высоте от 214 до 520 метров над уровнем моря. Муниципалитет расположен на расстоянии около 490 км юго-восточнее Парижа, 100 км юго-восточнее Лиона, 9 км восточнее Гренобля. Мэр коммуны — Michel Savin, мандат действует на протяжении 2014—2020 гг.
Динамика населения (INSEE):

## Города-побратимы
- Ведано-аль-Ламбро, Италия
- Мюльхаузен-Эхинген, Германия